# Pusti Gradec
Pusti Gradec este o localitate din comuna Črnomelj, Slovenia, cu o populație de 27 de locuitori.